# Сан Дзеноне ал Ламбро
Сан Дзено̀не ал Ла̀мбро (на италиански: San Zenone al Lambro, на западноломбардски: San Zanón, Сан Дзанон) е малко градче и община в Северна Италия, провинция Милано, регион Ломбардия. Разположено е на 83 m надморска височина. Населението на общината е 4193 души (към 2010 г.).